# 皮安斯
皮安斯是奥地利蒂罗尔州兰德克县的一个市镇。总面积2.9平方公里，总人口788人，人口密度271.7人/平方公里（2005年）。